# اورولی
اورولی (به انگلیسی: Orwellian) یک صفت است که به رفتارها و سیاست‌های کنترلی به وسیله تبلیغات، پایش و شنود، اخبار نادرست، انکار حقیقت، و دستکاری گذشته اشاره دارد، که توسط حکومت‌های سرکوبگر مدرن مورد استفاده قرار می‌گیرد. این وضعیت و شرایط اجتماعی را جرج اورول در رمان‌هایش، به ویژه کتاب ۱۹۸۴ توصیف کرده است، و به همین خاطر، به آن اورولی یعنی منسوب به اورول می‌گویند.
صفت «اورولی» برای اشاره به رفتارهای زیر به کار می‌رود:
- نقض حریم خصوصی، با شنود مستقیم یا غیرمستقیم.
- کنترل زندگی روزمره مردم توسط دولت، مانند جامعه برادر بزرگ
- تشویق رسمی سیاست‌های فروپاشی خانواده
- یک آینده پادآرمان‌گرایانه